# Espermateca
La espermateca es un órgano del aparato reproductivo de las hembras de ciertos insectos, moluscos y de algunos otros invertebrados y vertebrados. Su propósito es recibir y almacenar el esperma recibido del macho. Generalmente es allí donde tiene lugar la fertilización, es decir la unión del gameto femenino con el masculino cuando el ovocito se encuentra maduro.

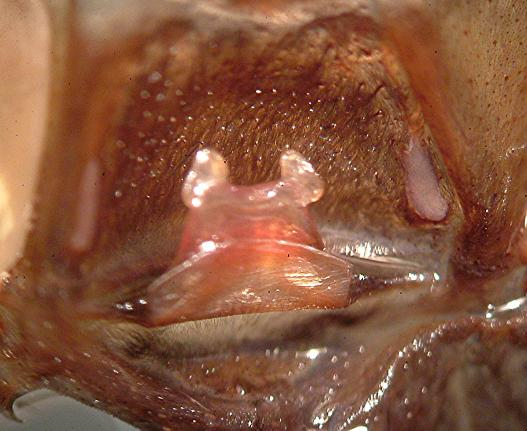
Espermateca Acanthoscurria geniculata (Tarántula de rodillas blancas).

La espermateca está recubierta de epitelio y tiene forma variable; algunas son tubos finos y enroscados, otras son evaginaciones del aparato reproductivo. Algunas especies tienen más de una espermateca.